# Datapoint 2200
Datapoint 2200 је професионални рачунар, производ фирме Datapoint Corporation који је почео да се израђује у Сједињеним Америчким Државама током 1971. године.
Користио је дискретна TTL логичка кола (еквивалентна по функцији Intel 8008 процесору) као централни микропроцесор а RAM меморија рачунара Datapoint 2200 је имала капацитет од од 16 KB до 64 KB највише. 
Као оперативни систем кориштен је Datapoint O/S (базиран на касетама или магнетском бубњу).

## Детаљни подаци
Детаљнији подаци о рачунару Datapoint 2200 су дати у табели испод.
|                       |                                                                    |
| [ 1 ]                 |                                                                    |
| Произвођач            |                                                                    |
| Тип                   | професионални рачунар                                              |
| Меморија              | од 16 до 64 највише                                                |
| Поријекло             | Сједињене Америчке Државе                                          |
| Година                | 1971                                                               |
| Тастатура             | Тастатура са пуним помаком тастера + нумеричка тастатура           |
| Процесор              | дискретна логичка кола (еквивалентна по раду Intel 8008 процесору) |
| Фреквенција процесора |                                                                    |
| RAM                   | од 16 до 64 највише                                                |
| ROM                   | непознато                                                          |
| Текст                 | 12 x 80                                                            |
| Графика               | непознато                                                          |
| Боја                  | зелено + црно (монохроматски уграђени монитор)                     |
| Звук                  | мали звучник у тастатури                                           |
| Димензије             | око 2' x 2' X 11                                                   |
| Портови               |                                                                    |
| Оперативни систем     | (базиран на касетама или магнетском бубњу)                         |